# Francesco Sanna
Francesco Sanna (Iglesias, 14 aprile 1965) è un avvocato e politico italiano.

## Biografia
Nel 1992 è stato l'ultimo segretario nazionale del Movimento giovanile della Democrazia Cristiana.
Alle elezioni regionali in Sardegna del 2004 viene eletto consigliere nelle liste de La Margherita in provincia di Carbonia-Iglesias.
Alle elezioni politiche del 2008 viene eletto al Senato della Repubblica, in regione Sardegna, nelle liste del Partito Democratico (PD).
Alle elezioni politiche del 2013 viene eletto alla Camera dei deputati, nella circoscrizione Sardegna, sempre tra le file del PD.
Alle elezioni primarie del PD del 2017 sostiene la mozione di Matteo Renzi, segretario uscente ed ex presidente del Consiglio, che risulterà vincente con il 69,17% dei voti.
Si ricandida nuovamente con il PD alle elezioni politiche del 2018 del 4 marzo alla Camera dei deputati per la circoscrizione Sardegna, ma non viene eletto.